# Вишня Гутка
Вишня Гутка (словац. Vyšná Hutka) — село в окрузі Кошиці-околиця Кошицького краю Словаччини. Площа села 3,62 км². Станом на 31 грудня 2016 року в селі проживало 455 жителів.

## Історія
Перші згадки про село датуються 1293 роком.

## Населення
| Рік:            | 1994. | 2004.   | 2014.    | 2024.    |
| --------------- | ----- | ------- | -------- | -------- |
| Кількість осіб: | 363   | 356     | 446      | 549      |
| Різниця:        |       | -1,92 % | +25,28 % | +23,09 % |

| Рік:            | 2023. | 2024.   |
| --------------- | ----- | ------- |
| Кількість осіб: | 536   | 549     |
| Різниця:        |       | +2,42 % |